# Rhabdocosma aglaophanes
Rhabdocosma aglaophanes  là một loài bướm đêm thuộc họ Ypsolophidae. Nó được tìm thấy ở Nhật Bản.
Sải cánh dài 14–18 mm.
Ấu trùng ăn các loài Celastraceae.